# Demineralizovaná voda

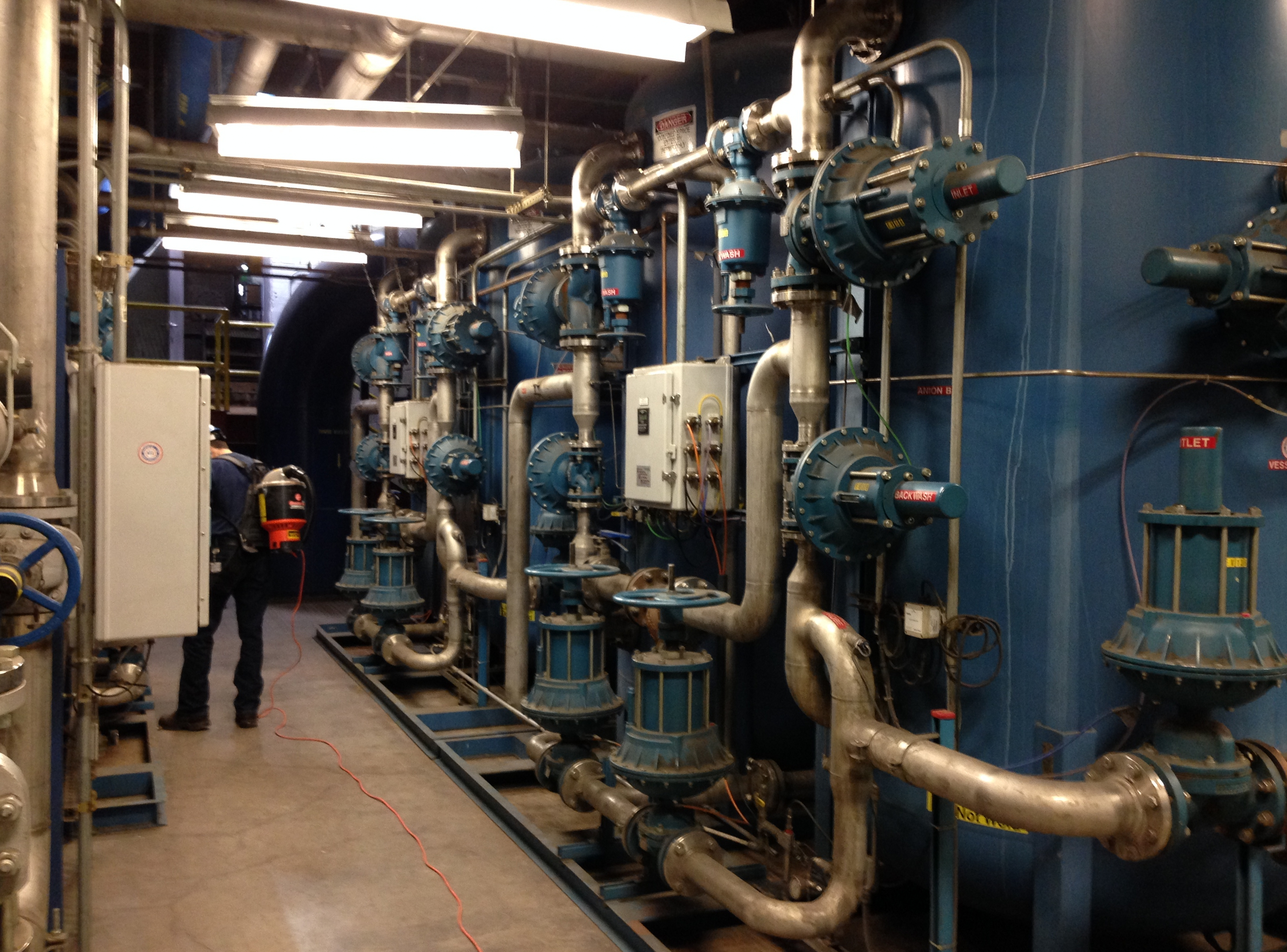
Výměna kationtů a aniontů při čištění vody pro napájecí vodu kotlů.

Demineralizovaná voda je voda zbavená všech iontově rozpustných látek a křemíku (obvykle se vyskytuje ve formě oxidu křemičitého). Její konduktivita je nižší než 0,1 μS·cm−1, tedy obsah solí < 0,05 mg·l−1. 

## Způsoby přípravy
Postupy přípravy demineralizované vody:
- destilace – destilovaná voda
- deionizace – deionizovaná voda, příprava pomocí ionexu
- nanofiltrace neboli nízkotlaká reverzní osmóza či membránové změkčování
- ultrafiltrace
- elektrodialýza